# En boucle (film)
Pour les articles homonymes, voir En boucle.
Pour plus de détails, voir Fiche technique et Distribution.
En boucle (リバー、流れないでよ, Ribā, nagarenaide yo) est un film japonais réalisé par Junta Yamaguchi (ja), sorti en 2023.
Il s'agit du deuxième long métrage de Junta Yamaguchi, après Beyond the Infinite Two Minutes, également lié au voyage dans le temps.

## Synopsis
Après une introduction et l'apparition du titre à l'écran, le film se compose d'une succession de plans-séquences de deux minutes, avec un même point de départ. Tous les personnages, principalement les employés et les clients d'un ryokan (auberge) à Kyoto, se souviennent de ce qui s'est produit et réalisent rapidement qu'ils sont dans une boucle temporelle. Après quelques séquences, les personnages principaux essaient de deviner la cause de la boucle afin de la casser. Des étrangers apparaissent également, en particulier au bout d'une dizaine de séquences, une femme qui demande de l'aide à propos d'une panne. Cette femme est tout d'abord ignorée. Après avoir appris que cette panne, sur une machine à voyager dans le temps, est la cause de la boucle temporelle, les personnages coopèrent pour réparer la machine et ainsi sortir de la boucle.

## Fiche technique
- Titre original : リバー、流れないでよ (Ribā, nagarenaide yo?)
- Titre français : En boucle
- Titre international : River
- Réalisation : Junta Yamaguchi (ja)
- Scénario : Makoto Ueda (ja)
- Décors : Aya Tsunoda
- Costumes : Atsuko Kiyokawa
- Photographie : Kazunari Kawagoe
- Montage : Junta Yamaguchi
- Musique : Kōji Takimoto (ja)
- Production : Takahiro Otsuki
- Société de distribution : Art House Films (France)
- Pays de production :  Japon
- Langue originale : japonais
- Format : couleur — 1,78:1
- Genre : comédie, fantastique, science-fiction
- Durée : 86 minutes
- Dates de sortie :
  - Japon : 23 juin 2023[1]
  - Suisse : 5 juillet 2023 (Festival international du film fantastique de Neuchâtel)
  - France : 9 décembre 2023 (Paris International Fantastic Film Festival)[2] ; 13 août 2025 (sortie nationale)

## Distribution
- Riko Fujitani (ja) : Mikoto
- Manami Honjō (ja)  : Kimi
- Gōta Ishida (ja) : Kusumi
- Yoshimasa Kondō (en) : Obata
- Kazunari Tosa (ja) : le chasseur
- Yūki Torigoe (es) : Taku
- Munenori Nagano (ja) : le maître d'hôtel
- Takashi Sumita (ja) : le chef cuisinier
- Yoshifumi Sakai (ja) : Eiji
- Haruki Nakagawa (ja) : Sugiyama
- Kohei Morooka : Morioka
- Masahiro Kuroki (ja) : Shiraki
- Saori (ja) : Chino
- Shiori Kubo (en) : Hisame
- Masashi Suwa (ja) : Nomiya

## Distinctions

### Récompenses
- Trieste Science+Fiction Festival (en) 2023 : prix du public[3]
- Festival international du film fantastique de Bruxelles 2024[4],[5] :
  - Prix du public
  - Prix de la critique
  - Corbeau blanc

### Sélections
- Paris International Fantastic Film Festival 2023 : en compétition
- Festival Hallucinations collectives 2024 (Lyon) : en compétition
- Festival Les Intergalactiques 2024 (Lyon)